# 1916 în artă
← 1913 în artă — 1914 în artă — 1915 în artă ——  1916 în artă  —— 1917 în artă — 1917 în artă — 1918 în artă →
1916 în artă implică o serie de evenimente:

## Evenimente

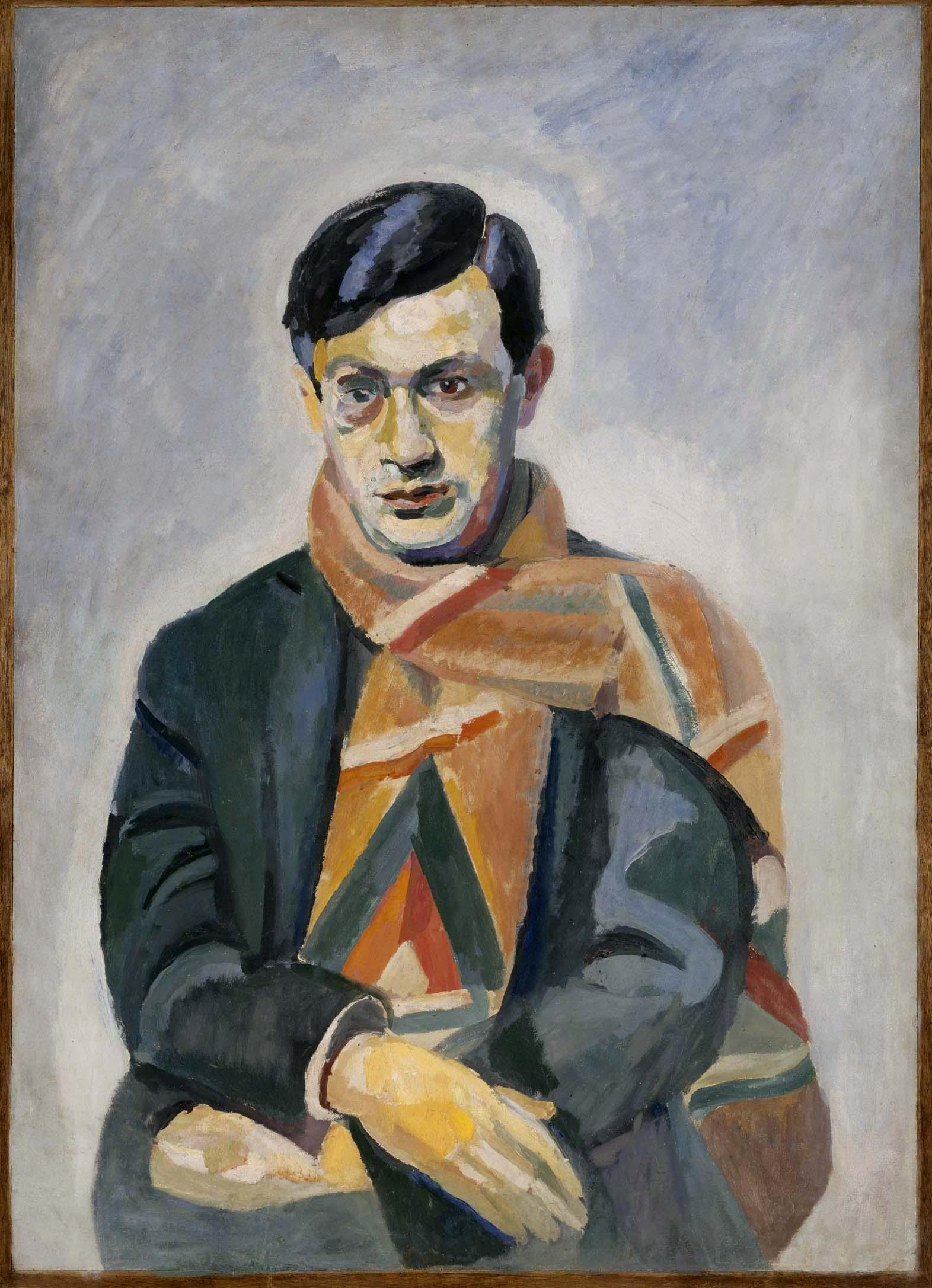
Portret al lui Tristan Tzara, realizat de Robert Delaunay în 1923

### Evenimente artistice oriunde
- Crearea mișcării artistice Dada de către Tristan Tzara.
- 5 februarie – Cabaret Voltaire este deschis în Zürich, de poetul german Hugo Ball și viitoarea sa soție, Emmy Hennings, în camerele „din spate” ale localului Holländische Meierei, al lui Ephraim Jan's; deși cabaretul „va supraviețui” doar până în acea vară, locul este esențial pentru crearea Dadaismului. Printre cei care se întâlneau acolo se numărau și Marcel Janco, Richard Huelsenbeck, Sophie Taeuber-Arp și Jean Arp.
- 9 februarie (la ora 18:00) - Crearea mișcării artistice Dada de către Tristan Tzara (conform celor relatate de artistul plastic Hans Arp).
- Grupul Liga separată a iubitorilor de artă și artiștilor [plastici] vestgermani (denumirea originară, Sonderbund westdeutscher Kunstfreunde und Künstler), cunoscut, de asemenea, ca Grupul Sonderbund, grup special de iubitori de artă și de artiști plastici este dizolvat în 1916. Grupul fusese creat creat în 1909, la Düsseldorf.
- 1 martie – Galeria de artă Liljevalchs konsthall este inaugurată în Stockholm.
- 20 mai – Ilustrația Boy with Baby Carriage (Băiat cu cărucior de copil) de Norman Rockwell devine prima copertă a săptămânalului The Saturday Evening Post.
- mai – Sir Muirhead Bone (1876 – 1953), artist vizual complex scoțian, este recrutat ca artist de război de către Biroul de propagandă britanic (în englez, War Propaganda Bureau). La sfârșitul anului, albumul său de desene institulat Frontul de vest (The Western Front) începe a fi publicat.

## Decese

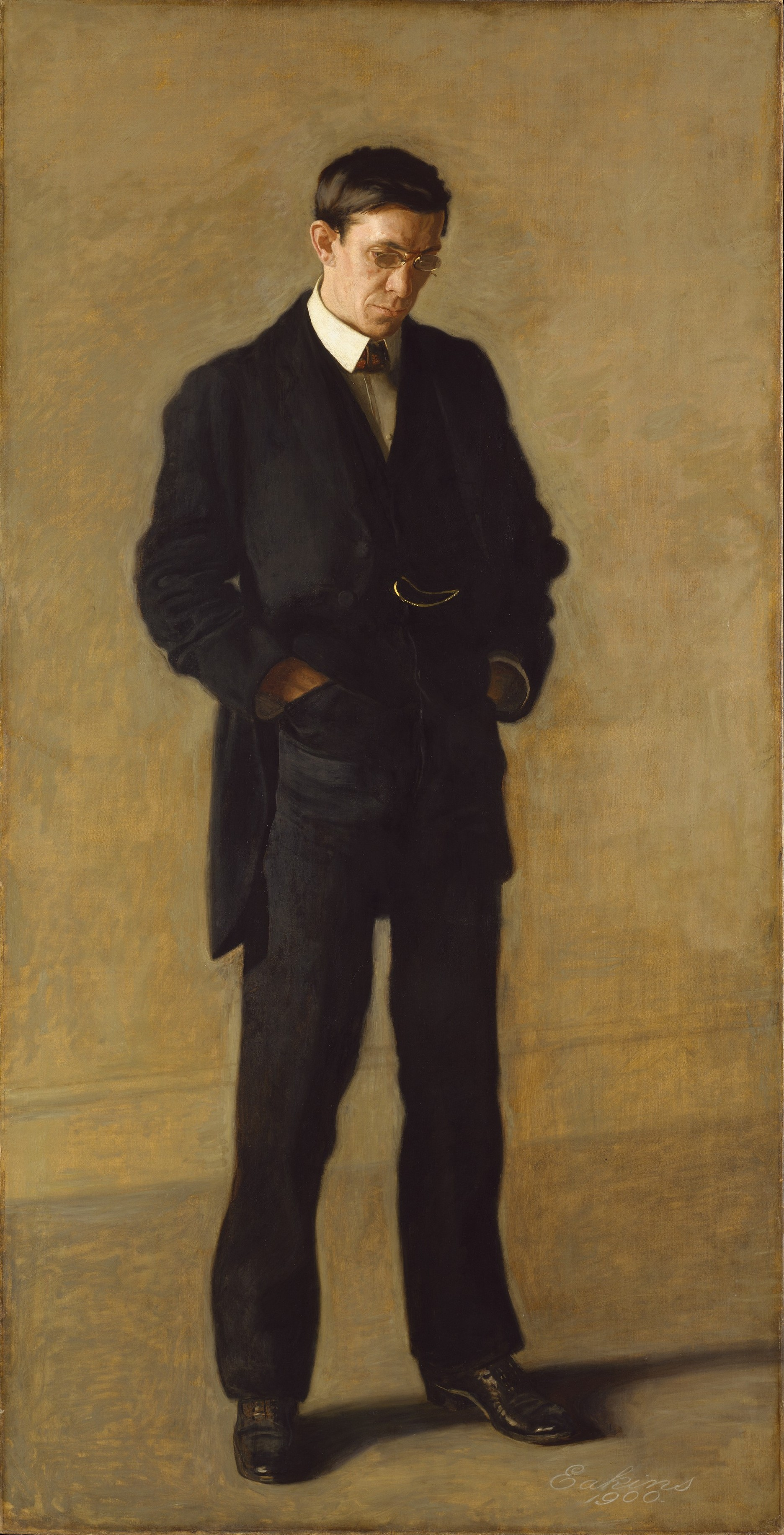
Autor, Thomas Eakins (1844 – 1916) — Gânditorul: Portretul lui Louis N. Kenton {în engleză The Thinker: Portrait of Louis N. Kenton) – 1900

- 25 iunie – † Thomas Eakins (născut la 25 iulie 1844), pictor realist, fotograf, sculptorul, pedagog și educator de arte fine, considerat unul din marii artiști plastici american.

## Galerie (lucrări din sau relatate la 1916)

Lucrări reprezentative
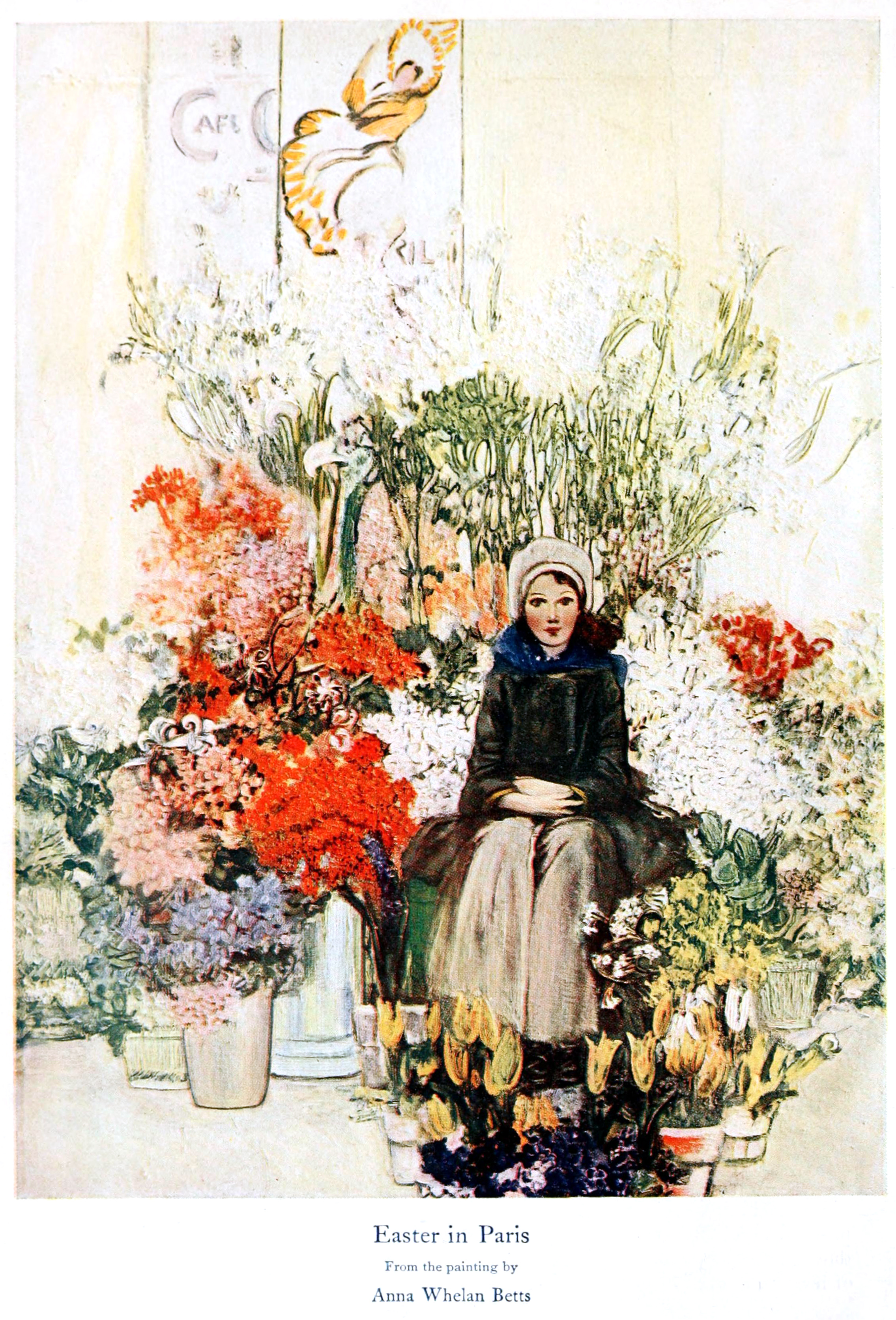
Anna Whelan Betts (1873 – 1959) — Paște la Paris
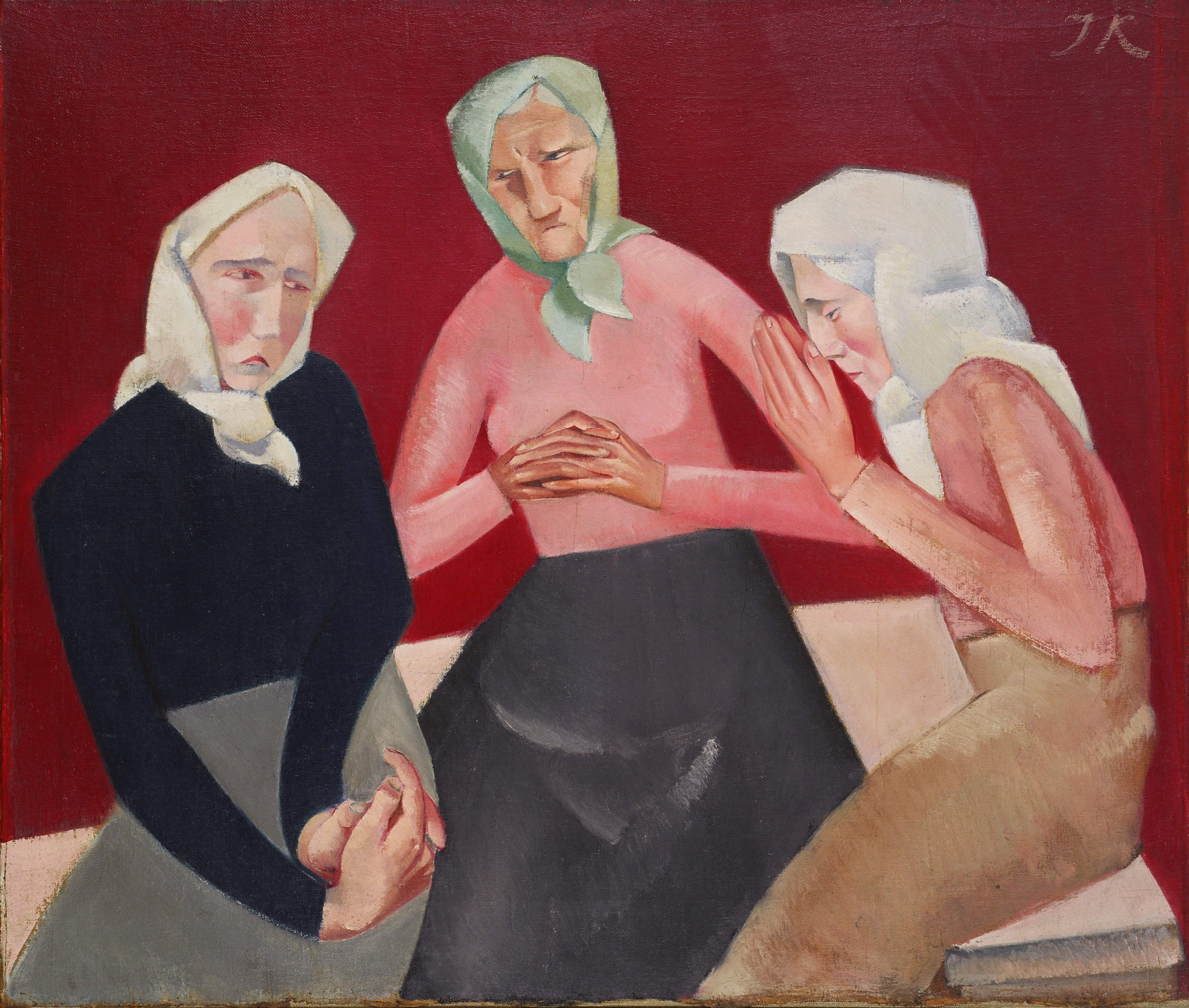
Jēkabs Kazaks (1895 - 1920) — Trei doamne în vârstă — Muzeul Național de Artă al Letoniei (Latvijas Nacionālais mākslas muzejs), Riga
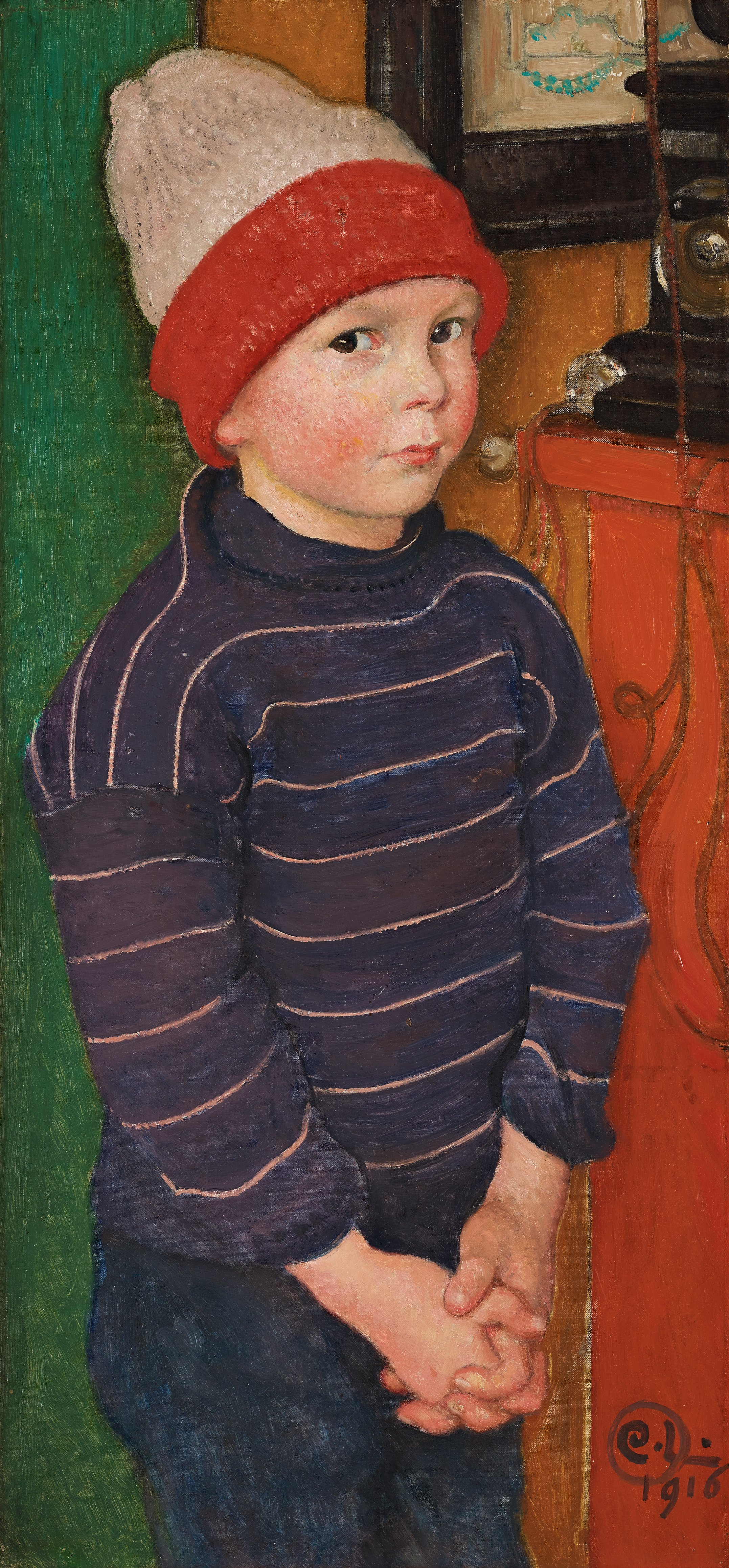
Carl Larsson (1853 – 1919)     Portretul lui Elof Persson, fiul lui Carl Oscar Person
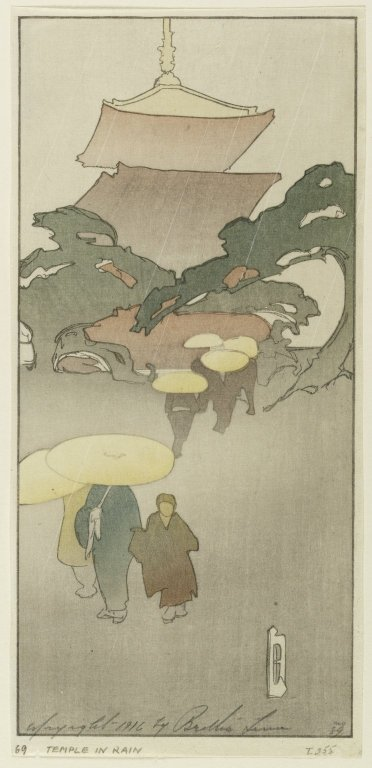
Bertha Lum (1869 – 1954) — Templu în ploaie aflat la Brooklyn Museum
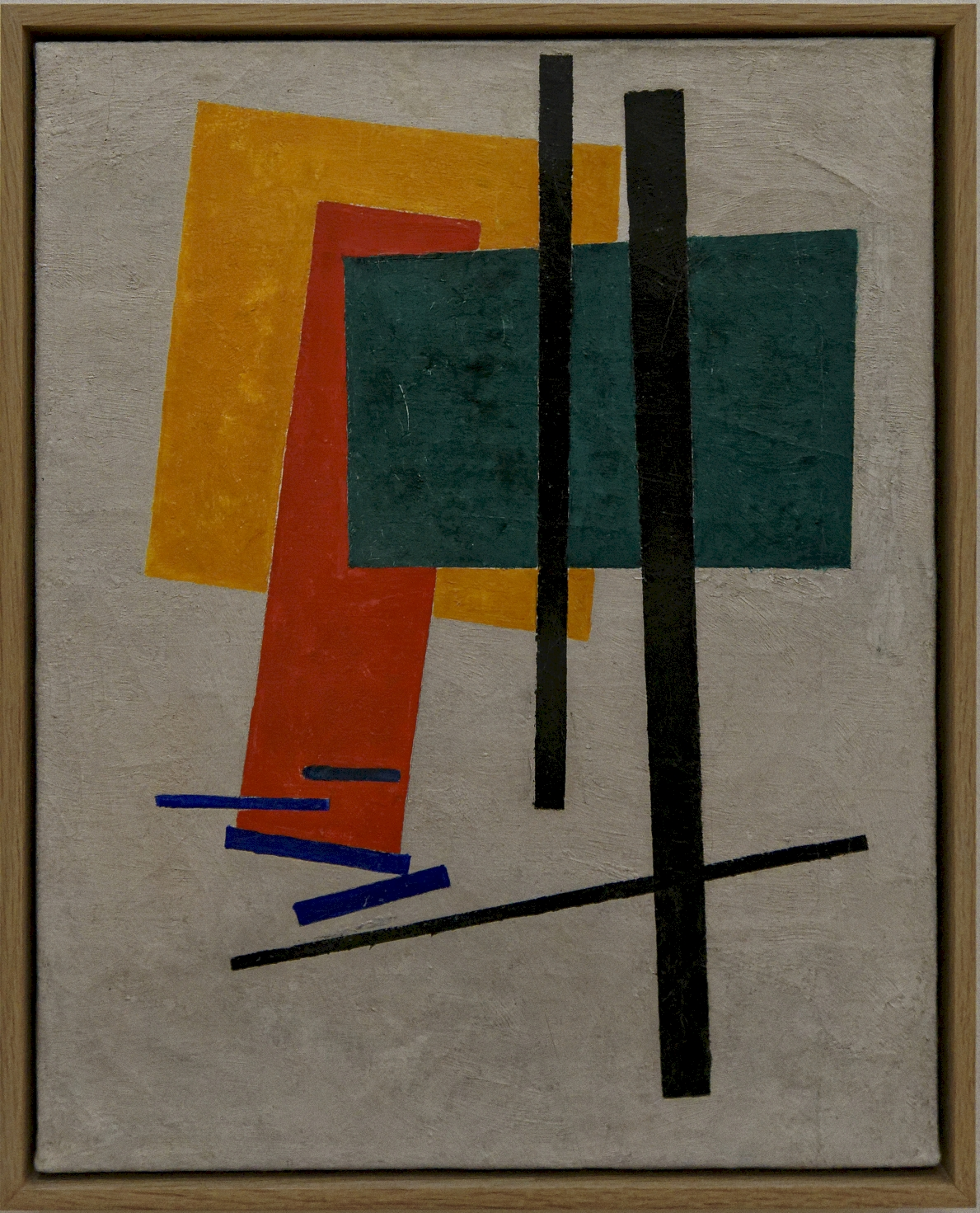
Kazimir Malevici (1878 - 1935) — Compoziție suprematistă (cu dreptunghiuri galben, oranj și verde) – (A 7675) [1915 - 1916]